# Raffaele Pinto
Raffaele "Lele" Pinto (Casnate con Bernate, 13 april 1945 - Cecina, 8 december 2020) was een Italiaans rallyrijder.

## Carrière

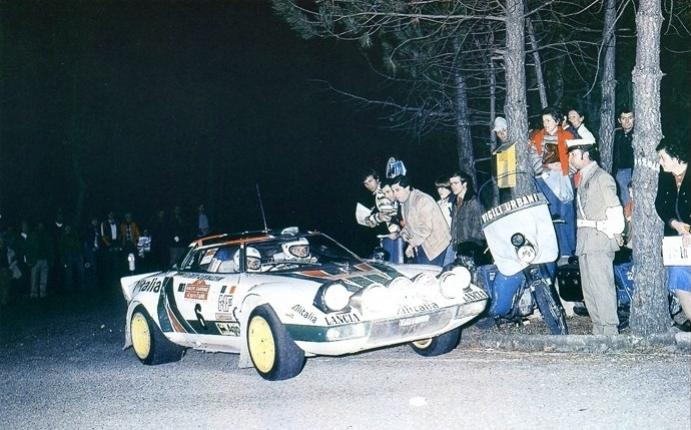
Pinto actief met de Lancia Stratos tijdens de Rally van San Remo in 1976

Raffaele Pinto debuteerde in 1968 in de rallysport. Hij was een van de voornaamste rijders in de vroege jaren van het wereldkampioenschap rally in de jaren zeventig. Hij was vóór het inaugurele seizoen van het WK in 1973 al succesvol met het behalen van de titel in het Europees kampioenschap, in 1972, achter het stuur van een Fiat 124 Sport Spyder. Als fabrieksrijder bij Fiat won hij in het 1974 seizoen de Rally van Portugal; zijn eerste en ook enige WK-rally zege.
Ondanks dit resultaat was zijn tijd bij Fiat in het WK verder niet echt succesvol en hij maakte vervolgens in 1975 de overstap naar Lancia, waar hij als teamgenoot van Sandro Munari en Björn Waldegård actief was met de Lancia Stratos. Hij finishte in het WK nog twee keer op het podium, maar ook deze periode verliep op dit niveau grotendeels teleurstellend qua resultaten (wel greep hij nog naar een aantal successen op nationaal niveau). Tijdens de rally van San Remo in 1978 debuteerde hij de Ferrari 308 GTB nog in het wereldkampioenschap.
Hierna is Pinto jarenlang testrijder geweest binnen de Fiat-Lancia groep.

## Complete resultaten in het wereldkampioenschap rally
| Seizoen | Inschrijving    | Auto                   | 1       | 2   | 3       | 4       | 5       | 6   | 7   | 8       | 9       | 10      | 11  | 12  | 13  | Pos. | Punten |
| ------- | --------------- | ---------------------- | ------- | --- | ------- | ------- | ------- | --- | --- | ------- | ------- | ------- | --- | --- | --- | ---- | ------ |
| 1973    | Fiat S.p.A.     | Fiat Abarth 124 Rallye | MON 7   | ZWE | POR DNF | KEN     | MAR     | GRI | POL | FIN     | OOS DNF | ITA DNF | VST | GBR | FRA | N/A  | N/A    |
| 1974    | Fiat S.p.A.     | Fiat Abarth 124 Rallye | POR 1   | KEN | FIN     | ITA DNF | CAN     | VST | GBR | FRA DNF |         |         |     |     |     | N/A  | N/A    |
| 1975    | Lancia Alitalia | Lancia Stratos HF      | MON DNF | ZWE | KEN     | GRI DNF | MAR     | POR | FIN | ITA DNF | FRA DNF | GBR     |     |     |     | N/A  | N/A    |
| 1976    | Lancia Alitalia | Lancia Stratos HF      | MON DNF | ZWE | POR 4   | KEN     | GRI DNF | MAR | FIN | ITA 3   | FRA     | GBR     |     |     |     | N/A  | N/A    |
| 1977    | Lancia Alitalia | Lancia Stratos HF      | MON DNF | ZWE | POR     | KEN     | NZL     | GRI | FIN | CAN     | ITA DNF | FRA 2   | GBR |     |     | N/A  | N/A    |
| 1978    | Raffaele Pinto  | Ferrari 308 GTB        | MON     | ZWE | KEN     | POR     | GRI     | FIN | CAN | ITA DNF | IVK     | FRA     | GBR |     |     | N/A  | N/A    |

Noot:
- Het concept van het wereldkampioenschap rally tussen 1973 en 1976 hield in dat er enkel een kampioenschap open stond voor constructeurs.
- In 1977 en 1978 werd de FIA Cup for Drivers georganiseerd. Hierin meegerekend alle WK-evenementen, plus tien evenementen buiten het WK om.

#### Overwinningen
| # | Seizoen | Rally                     | Navigator           | Auto                   |
| - | ------- | ------------------------- | ------------------- | ---------------------- |
| 1 | 1974    | 8º TAP Rallye de Portugal | Arnaldo Bernacchini | Fiat Abarth 124 Rallye |